# ディマルガリス目
ディマルガリス目（学名：Dimargaritales）とはキクセラ亜門に属する菌類の一群であり、唯一の科であるディマルガリス科に含まれる3属、所属する科が不明な1属から構成され、それぞれに少数の種を含む。いずれも菌寄生菌だが純粋培養が可能な条件的寄生菌である。かつては接合菌綱に所属させた。

## 特徴
いずれも菌糸体の発達したカビであり、菌寄生菌である。往々に糞から分離され、その上でケカビ目のカビに寄生しているのが観察される。宿主の特異性は高くなく、培養下ではCokelomycesを人為的な宿主として二員培養することが行われるが、一般的な培地、特に酵母エキスや麦芽エキスの含まれた培地では弱いながらも生育が可能である。つまり、必ずしも寄生でなければ生育できない訳ではないので条件的寄生菌と言われる。
菌糸体は発達し、比較的均一な菌糸からなる。菌糸には規則的に隔壁が入り、隔壁の中央には穴がある。菌寄生菌であり、宿主の菌糸に触れた部分から相手の細胞内へ枝分かれした吸器を侵入させる。
この類の特徴は、独特の無性生殖器官にある。基質から立ち上がった胞子形成部の柄の上に、胞子形成部がまとまって作られる。その形は属によって異なるが、樹枝状等に枝分かれした部分の先端二節が、それぞれ独立した胞子となる。これは、二胞子の分節胞子のうであると見なされている。
有性生殖は、特に分化しない菌糸の接合によって接合胞子のうが形成されることによって行われる。接合胞子のうは球形で、表面はなめらかである。

## 研究史
ディマルガリスとディスピラは、いずれも19世紀後半にファンティガンによって記載された。彼は、現在のキックセラ科のブラシカビなどとともに、これらを不完全菌であり、子嚢菌の分生子形成態であると見なした。ただし、これらを接合菌とする見方も一定存在した。
R. K. ベンジャミンはディマルガリス類の新たな株を発見し、複数の新属新種を記載するとともに、これらが接合胞子嚢を形成すること、そのために接合菌であることを認め、これらを他の接合菌とは異なる、互いに同じ系統に属するものとの判断から独立の科と判断し、ディマルガリス科を建てた。

## 分類
接合胞子嚢を形成することから、接合菌に含め、よく発達した菌糸体を形成すること、分節胞子嚢を形成することから、20世紀末の段階ではケカビ目に含めた。この時期にはエダカビ科やキックセラ目など、分節胞子嚢を形成するものがケカビ目には多くあったことから、それらとの系統関係が論じられた。しかしその後の分子系統などの発達の中で接合菌綱が多系統との見方が生まれ、大きく見直された。2010年代現在では、キックセラ目などとともにキックセラ亜門を構成し、門の所属は未確定となっている。
現在知られているのは三属、それに疑問の一属がある。それぞれ胞子形成部とそれを支える菌糸の柄の形状で区別されている。含まれる種はごく少ない。
- ディマルガリス(Dimargaris)は立ち上がった菌糸が樹枝状に分枝して、その先端にこれも樹枝状になった胞子形成部をつける。
- Dispiraは立ち上がった菌糸の先端が数度の枝分かれをして、それらは巻蔓状に曲がって先端がとがって終わる。胞子形成部は球状で、それらの枝の途中に出る。
- ティージェムカビ(Tieghemiomyces)は、基質から立つ短い柄の上に胞子形成部ができて、さらにそこから不実の枝が一本、真っすぐに上に伸びる。
- Spinaliaは、分枝しない胞子柄の先端に着いた球形の頂のうの表面に二胞子の分節胞子のうがつく。